# Landkreis Pulawy
Powiat Pulawy (niem. Landkreis Pulawy, Kreishauptmannschaft Pulawy, pol. powiat puławski) – jednostka podziału administracyjnego Generalnego Gubernatorstwa w latach 1939–1944, wchodząca w skład dystryktu lubelskiego. Siedziba powiatu znajdowała się w Puławach.
Po wybuchu II wojny światowej i agresji ZSRR na Polskę obszar II Rzeczypospolitej przedzieliła Linia Mołotowa. Na części terenów II RP okupowanych wojskowo przez III Rzeszę (a więc tej, która nie została anektowana bezpośrednio przez Niemców), na podstawie dekretu Adolfa Hitlera z 12 października 1939 (z mocą obowiązującą od 26 października 1939), utworzono jednostkę administracyjno-terytorialną o nazwie Generalne Gubernatorstwo. Generalne Gubernatorstwo podzielone na cztery dystrykty, a te z kolei były podzielone na powiaty, gminy zbiorowe i wsie (właściwie dawne polskie gromady).
Jednym z powiatów dystryktu lubelskiego był Landkreis Pulawy. Objął on początkowo tylko obszary należące przed wojną do:
- powiatu puławskiego w województwie lubelskim (w całości) – dwa miasta Puławy i Kazimierz Dolny oraz 16 gmin wiejskich: Baranów, Celejów, Garbów, Godów, Gołąb, Kamień, Karczmiska, Końskowola, Kurów, Markuszów, Nałęczów, Opole, Rybitwy, Szczekarków, Wąwolnica i Żyrzyn;
- powiatu garwolińskiego w województwie warszawskim – 6 gmin wiejskich: Irena, Kłoczew, Ryki, Stężyca, Trojanów i Ułęż.

1 września 1941 zmieniono południowy zasięg Landkreis Radzyn, włączając jego południowe gminy do Landkreis Pulawy i Landkreis Lublin. Do Landkreis Pulawy włączono 3 gminy wiejskie – Łysobyki, Michów i Wielkie. Spośród nowo włączonych jednostek, gminy Michów i Wielkie należały przed wojną do powiatu lubartowskiego, a gmina Łysobyki do powiatu łukowskiego. Po zmianie tej liczba gmin wiejskich zwiększyła się do 25.
1 września 1943 do Landkreis Pulawy z Landkreis Lublin włączono także położoną w odległym, południowo-zachodnim krańcu powiatu gminę Chodel, zwiększając tym samaym liczbę gmin wiejskich w Landkreis Pulawy do 26, podzielonych na 421 wsi (gromad).
Landkreis Pulawy funkcjonował do 25 lipca 1944. 22 sierpnia 1944 przywrócono przedwojenne granice powiatom puławskiemu, lubartowskiemu i łukowskiemu w województwie lubelskim oraz powiatowi garwolińskiemu w województwie warszawskim.

## Miejscowości
Lista największych miejscowości w Landkreis Pulawy w 1943 roku:
| Miejscowość           | Status | Liczba mieszkańców 1.III.1943 | Gmina              |
| --------------------- | ------ | ----------------------------- | ------------------ |
| Pulawy                | miasto | 14679                         | Pulawy             |
| Dęblin wojskowy       | wieś   | 6348                          | Irena              |
| Irena                 | wieś   | 4615                          | Irena              |
| Kazimierz Dolny       | miasto | 3979                          | Kazimierz Dolny    |
| Ryki                  | wieś   | 3533                          | Ryki               |
| Opole                 | wieś   | 3238                          | Opole              |
| Gołąb                 | wieś   | 2779                          | Gołąb              |
| Rycice                | wieś   | 2576                          | Irena              |
| Kurów                 | wieś   | 2452                          | Kurów              |
| Mierzwiączka          | wieś   | 2263                          | Irena              |
| Swaty                 | wieś   | 2083                          | Ryki               |
| Stężyca               | wieś   | 1982                          | Stężyca            |
| Michów                | wieś   | 1940                          | Michów Lubartowski |
| Wola Przybysławska    | wieś   | 1864                          | Markuszów          |
| Karczmiska Posiółek   | wieś   | 1736                          | Karczmiska         |
| Klementowice          | wieś   | 1729                          | Celejów            |
| Garbów                | wieś   | 1686                          | Garbów             |
| Ratoszyn              | wieś   | 1672                          | Chodel             |
| Karczmiska Poduchowne | wieś   | 1645                          | Karczmiska         |
| Wąwolnica             | wieś   | 1639                          | Wąwolnica          |
| Końskowola            | wieś   | 1586                          | Końskowola         |
| Nałęczów-Zdrój        | wieś   | 1544                          | Nałęczów           |
| Chodel                | wieś   | 1475                          | Chodel             |
| Łysobyki              | wieś   | 1440                          | Łysobyki           |
| Kluczkowice           | wieś   | 1341                          | Opole              |
| Żyrzyn                | wieś   | 1306                          | Żyrzyn             |
| Sobieszyn             | wieś   | 1277                          | Ułęż               |
| Bobrowniki            | wieś   | 1235                          | Irena              |
| Przytoczno            | wieś   | 1235                          | Łysobyki           |
| Osiny                 | wieś   | 1224                          | Żyrzyn             |
| Bochotnica            | wieś   | 1207                          | Celejów            |
| Przybysławice         | wieś   | 1181                          | Garbów             |
| Godów                 | wieś   | 1164                          | Godów              |
| Puszno                | wieś   | 1164                          | Godów              |
| Pożóg                 | wieś   | 1150                          | Końskowola         |
| Niezdów               | wieś   | 1123                          | Opole              |
| Piotrawin             | wieś   | 1097                          | Kamień             |
| Chruślina             | wieś   | 1046                          | Godów              |
| Baranów               | wieś   | 1043                          | Baranów            |
| Wrzelowiec            | wieś   | 1043                          | Opole              |
| Kraczewice Prywatne   | wieś   | 1018                          | Karczmiska         |